# Hou Yuzhuo
Hou Yuzhuo –en xinès, 侯 玉琢– (Baoding, 14 de novembre de 1987) és una esportista xinesa que va competir en taekwondo.
Va participar en els Jocs Olímpics de Londres 2012, obtenint una medalla de plata en la categoria de –57 kg. Va guanyar dues medalles d'or al Campionat Mundial de Taekwondo, en els anys 2009 i 2011.

## Palmarès internacional
| Jocs Olímpics     | Jocs Olímpics             | Jocs Olímpics | Jocs Olímpics |
| Any               | Lloc                      | Medalla       | Categoria     |
| ----------------- | ------------------------- | ------------- | ------------- |
| 2012              | Londres ( Regne Unit)     | 2             | –57 kg        |
| Campionat Mundial |                           |               |               |
| Any               | Lloc                      | Medalla       | Categoria     |
| 2009              | Copenhaguen ( Dinamarca)  | 1             | –57 kg        |
| 2011              | Gyeongju ( Corea del Sud) | 1             | –57 kg        |